# Edward Seidensticker
Edward George Seidensticker (11 de febrer de 1921 – 26 d'agost de 2007) va ser un conegut estudiós i traductor de la literatura japonesa. En particular, és molt conegut per la seva versió anglesa del Genji Monogatari (1976), que és considerada com una de les traduccions modernes més ben valorades. També és conegut per les seves famoses traduccions de Yasunari Kawabata, que va permetre a Kawabata guanyar el Premi Nobel de Literatura l'any 1968.